# Jaafar ibn Abi Talib
 (juin 2010).
Si vous disposez d'ouvrages ou d'articles de référence ou si vous connaissez des sites web de qualité traitant du thème abordé ici, merci de compléter l'article en donnant les références utiles à sa vérifiabilité et en les liant à la section « Notes et références ».
Ja‘far ibn Abī Tālib (arabe : جَعْفَر إِبْن أَبِي طَالِب), aussi connu sous le nom de Ja‘far at-Tayyār (arabe : جَعْفَر ٱلطَّيَّار, littéralement "Ja'far l'homme volant"), était un compagnon du prophète de l'islam Mahomet. Il était le fils de Abu Talib ibn Abd al-Muttalib (un des oncles du prophète) et le frère ainé de Ali ibn Abi Talib, le quatrième calife.

## Biographie
Ja'far fut élevé par son oncle Abbas ibn Abd al-Muttalib car son père était pauvre et s'occupait déjà d'une grande famille. Il y avait une grande ressemblance entre Ja'far et Mahomet, tant en apparence que dans l'éthique. Mahomet l'appelait « le père de la pauvreté » car il dépensait tout son argent pour aider les pauvres.
Ja'far quitta la maison de son oncle Abbas ibn Abd al-Muttalib lorsqu'il devint jeune homme et se maria avec Asma bint Umays, fille de Umays ibn Ma'ad et sœur de Muawiya. Ils furent parmi les premiers à embrasser l'islam à la suite de l'entreprise de Abu Bakr as-Siddiq. Ils souffrirent beaucoup en conséquence des mains des Quraych, qui les persécutaient jusqu'à ce qu'ils ne puissent plus le supporter. Malgré leur patience et leur persistance, ils furent donc contraints d'aller voir Mahomet et lui demander la permission d'émigrer en Abyssinie, actuelle Éthiopie, accompagnés d'un petit groupe de sahaba.
Ils s'installèrent dans cette nouvelle terre sous la protection du Négus Ashama ibn Abjar. Ils y retrouvèrent la liberté perdue depuis qu'ils étaient devenus musulmans et purent, pour la première fois, se consacrer à l'adoration Allah sans aucune entrave. Cependant, les Quraych ne voulurent pas les laisser jouir de cette liberté très longtemps. Ils envoyèrent Abd Allah ibn Abi Rabiah, Amr ibn al-As et d'autres hommes de Quraych avec ordre de négocier avec le Négus pour ramener tous les musulmans à La Mecque.
Ils offrirent beaucoup de présents de grande valeur au Négus qui fut très content. Puis ils lui dirent qu'il y avait un mauvais groupe d'hommes qui étaient libres de se déplacer librement dans son pays et lui demandèrent de les capturer avant qu'ils ne causent quelques dommages à son royaume, comme ils le firent prétendument avec Quraych. Mais le Négus refusa de faire cela avant de les interroger sur ces allégations. Il demanda donc au groupe de musulmans, parmi lesquels se trouvait Ja'far, de venir afin d'être interrogé et les musulmans le choisirent pour être leur porte-parole.
Le Négus leur demanda :

« Quelle est donc cette religion qui vous a poussé à couper les liens avec votre peuple ? et vous n'avez pas non plus embrassé ni notre religion ni aucune autre. »

Ja'far lui répondit en disant :

« Ô Roi, nous étions un peuple vivant dans l’ignorance et l’immoralité, adorant des idoles et mangeant la chair des cadavres d’animaux, commettant toutes sortes d’atrocités et de pratiques honteuses, brisant les liens de parenté, manquant aux règles de l’hospitalité, le plus fort d’entre nous exploitant le plus faible... Nous demeurâmes en l’état jusqu’au jour où Allah, Exalté Soit-Il, nous envoya un Prophète de notre peuple dont la lignée, la sincérité, le respect du dépôt et l’intégrité étaient connus de nous tous. Il nous appela à adorer Allah, l’Unique et à abjurer les pierres et les idoles que nos ancêtres et nous-mêmes adorions, en dehors d’Allah. Il nous a enjoints de dire la vérité, d’honorer notre parole, d’être aimables envers nos proches, d’aider nos voisins, de cesser tout acte illicite, de s’abstenir de verser le sang, d’éviter l’indécence et le faux témoignage, de ne pas s’approprier les biens des orphelins ni de calomnier les femmes honnêtes. Il nous a ordonné d’adorer Allah, Exalté Soit-Il, seul, sans rien lui associer, d’accomplir la Salat (prière), de s’acquitter de la Zakat (l'aumône légale) et de jeûner le mois de Ramadan. Nous avons cru en lui et au message d’Allah, Exalté Soit-Il, qu’il nous a apporté, nous observons tout ce qu’il nous demande de faire, et rejetons ce qu’il nous a interdit de commettre. À la suite de cela, Ô Roi, notre peuple nous a attaqué et infligé le plus sévère des châtiments afin de nous faire renoncer à notre religion et nous ramener aux anciennes pratiques immorales et à l’adoration des idoles. Ils nous ont opprimés et rendu notre vie impossible, et nous ont empêché d’appliquer notre religion. C’est alors que nous sommes venus dans votre pays, et que nous vous avons choisis parmi tant d’autres, avec le désir de gagner votre protection et dans l’espoir de vivre dans la justice et la paix, parmi vous. »

Le Négus était désireux d'en savoir plus sur ce que Ja'far venait de dire et lui demanda de lire une partie de ce que le prophète Mahomet rapporte au sujet d'Allah. Ja'far récita la première partie de la Sourate Maryam, qui raconte l'histoire de Jésus et de sa mère Marie. En entendant les mots du Coran, le Négus fut tellement ému qu'il se mit à pleurer, de même que les évêques qui se trouvaient autour de lui.
Le Négus leur dit ensuite :

« Le message de votre Prophète, paix et bénédictions de Dieu sur lui, et celui de Jésus, paix et bénédictions de Dieu sur lui, ont une seule et même source. »

Puis il dit à `Amr et à ses compagnons :

« Partez, car par Dieu, je ne vous les livrerai jamais. »

Mais l’histoire ne s’arrêta pas là. `Amr décida de recourir à la ruse et d’aller trouver le roi afin de : « lui mentionner un détail concernant la croyance des musulmans qui lui emplira certainement le cœur de colère et de haine ».
Le lendemain, `Amr se rendit auprès du Roi et lui dit :

« Ô Roi, ces gens à qui vous avez accordé l’asile et que vous protégez disent des choses terribles à propos de Jésus le fils de Marie. Il serait un serviteur... Envoyez donc les chercher, et demandez-leur en quels termes ils parlent de Jésus. »

Le Négus convoqua les musulmans, une fois de plus, Ja'far étant leur porte-parole. Le Négus posa cette question :

« Que dites-vous de Jésus, fils de Marie ? »

Ja'far répondit :

« En ce qui le concerne, nous ne disons que ce qui a été révélé à notre Prophète. répondit Jafar. Et qu’est-ce donc ? Demanda-t-il. Notre Prophète, paix et bénédictions d'Allah sur lui, dit que Jésus est le serviteur de Dieu et Son Prophète. Son Esprit et Son Verbe qu’Il a insufflés à la Vierge Marie. répondit Ja'far. »

Le Négus fut visiblement ébloui par cette réponse et s’exclama :

« Par Dieu, Jésus fils de Marie est exactement comme l’a décrit votre Prophète. »

Les évêques ne purent que grommeler leur écœurement et se firent réprimander par le Négus. Il se tourna vers les musulmans et dit :

« Allez en paix. Quiconque vous tourmentera, le paiera et quiconque s’opposera à vous sera puni. Car par Dieu, je préférerais renoncer à une montagne d’or plutôt qu’il soit fait du mal à l’un d’entre vous. »

Concernant `Amr et ses compagnons, il somma ses intendants de leur rendre leurs présents car il n'en avait pas besoin. `Amr et ses compagnons se retirèrent, misérables et frustes. Les musulmans demeurèrent sur la terre du Négus, qui s'avéra être extrêmement généreux et bon envers ses protégés. Ja'far et Asma, son épouse passèrent dix années en Abyssinie qui devint leur deuxième patrie. Asma y donna naissance à trois enfants qu’ils nommèrent Abd Allah, Mohammad et Awn. Leur second enfant fut probablement le premier enfant dans l’histoire de la communauté musulmane à être appelé Mohammad, du nom du prophète de l'islam.